# X-Ray Spex
X-Ray Spex war eine frühe britische Punkband um die Sängerin Poly Styrene und wurde 1976 in London gegründet.

## Werdegang
Charakteristisch war der gehetzte, durchdringende Gesang von Poly Styrene alias Marianne Joan Elliott-Said (1957–2011), sowie das Saxophon, das sonst nicht zu einer klassischen Punkbesetzung gehörte. Poly Styrene war das Aushängeschild der Gruppe. Sie trug demonstrativ eine Zahnspange und meinte in einem Interview, dass sie sich sofort den Kopf scheren werde, wenn sie ein Sex-Symbol werde. Die Band brachte Lieder heraus wie Oh Bondage Up Yours, Identity, Germ Free Adolescents. Sie existierte bis 1979. Die Texte setzten sich teils kritisch, teils ironisch mit dem modernen Leben auseinander.
1979 brachte Poly Styrene noch ein Soloalbum Translucence heraus und trat dann der Hare-Krishna-Bewegung bei. 1995 fanden sich die Gründungsmitglieder Poly Styrene, Paul Dean und Lora Logic für das zweite Studioalbum Conscious Consumer noch einmal zusammen, konnten an frühere Erfolge jedoch nicht anknüpfen und X-Ray Spex lösten sich kurz darauf wieder auf.
Gitarrist Jak Airport alias Jack Stafford erlag am 13. August 2004 einem Krebsleiden.
Am 6. September 2008 spielten Poly Styrene und Paul Dean als X-Ray Spex mit Gastmusikern ein einmaliges Konzert im Londoner The Roundhouse.
Poly Styrene veröffentlichte am 28. März 2011 ihr letztes Soloalbum Generation Indigo, an dem auch ihre Tochter Celeste Bell mitwirkte.
Am 25. April 2011 starb die Sängerin im Alter von 53 Jahren an Brustkrebs.
2021 erschien der Dokumentarfilm Poly Styrene: I Am a Cliché, der unter der Regie von Celeste Bell und Paul Sng entstand.

## Diskografie
Studioalben
- 1978: Germ Free Adolescents
- 1995: Conscious Consumer

Kompilationen
- 1991: Obsessed with You: The Early Years
- 2001: The Anthology
- 2005: Germ Free Adolescents (Expanded Edition) (mit Bonustracks und John Peel Sessions)
- 2006: Let’s Submerge (The Anthology)
- 2019:  I Am a Cliché

Livealben
- 1991: Live at The Roxy
- 2009: Live @ The Roundhouse London 2008

Singles
- 1977: Oh Bondage, Up Yours
- 1978: The Day The World Turned Day-Glo
- 1978: Identity
- 1978: Germfree Adolescents
- 1979: Highly Inflammable

Sonstige
- 1977: Virgin Records Demo (Demoaufnahmen 1977)
- 1990: Logical Demos (Demoaufnahmen 1977)